# До последен дъх (филм, 2025)
„До последен дъх“ е български романтичен спортен филм от 2025 г. на режисьора Матей Генчев по негов сценарий. Главните роли се изпълняват от Калин Радев, Дебора Георгиева и Николай Николов – Адам. Филмът излиза по кината на 14 февруари 2025 г. в разпространение от „Александра Филмс“.

## Актьорски състав
- Калин Радев – Естебан
- Дебора Георгиева – Елена
- Николай Николов – Адам – Ник
- Максим Генчев – Бащата на Елена
- Катерина Кръстева – Криси
- Дамян Савов – Бащата на Естебан
- Златка Керемедчиева – Дора
- Ники Илиев – Треньорът
- Маги Георгиева – Алекса
- Дамян Илиев – Стефанос
- Драгомир Владимиров – Марио
- Габриел Точев – Естебан като дете
- Марима Венкова – Естебан като дете